# ایالت یوبه
ایالت یوبه (به لاتین: Yobe) یک ایالت در نیجریه است که ۴۵٬۵۰۲ کیلومترمربع مساحت و ۱٬۴۱۱٬۴۸۱ نفر جمعیت دارد.